# Bulia incandescens
Bulia incandescens är en fjärilsart som beskrevs av Augustus Radcliffe Grote 1875. Bulia incandescens ingår i släktet Bulia och familjen nattflyn. Inga underarter finns listade i Catalogue of Life.